# Aeródromo de Ocaña

i8
i11
i13
Der Aeródromo de Ocaña ist ein Flugplatz im Gemeindegebiet Ocaña  in der spanischen Provinz Toledo in der Autonomen Gemeinschaft Kastilien-La Mancha.
Der Flugplatz liegt rund drei Kilometer südlich von Ocaña. Der Aeródromo ist für die zivile Luftfahrt unter VFR-Bedingungen zugelassen. Die Betreibergemeinschaft besteht aus dem Real Aero Club de España und dem Aero Club de Ocaña. Eigentümer des Geländes ist die staatliche Sociedad Estatal para las Enseñanzas Aeronáuticas Civiles (SENASA).
Die Flugplatzanlage mit Tower, Hangar, Tankstelle, Büros, Werkstatt und Cafeteria verfügt auch über moderne Toiletten- und Duschanlagen. Die Gesamtfläche beträgt 35 Hektar.
Der Flugplatz ist für den Segelflugsport ideal gelegen, weil er trotz der Nähe zu Madrid außerhalb der Luftverkehrskontrollzone Terminal Area vom Flughafen Madrid-Barajas liegt. Somit gibt es keine Probleme mit Flughöhen von bis zu 4000 Metern über Grund. Der Aeródromo de Ocaña war Austragungsort zahlreicher regionaler, nationaler und internationaler Segelflug-Meisterschaften.